# Roberto García Ruiz
Roberto García Ruiz (Cantàbria, 5 de març de 1974) és un actor espanyol.
García va assistir a alguns cursos a l'escola de teatre Central de Cinema. La primera participació en la indústria del cinema va tenir lloc el 2012 en el documental Alma de Maiz. El 2015 García va aparèixer a la sèrie de televisió Olmos y Robles. Però el paper més destacat de la seva carrera va ser en la sèrie La Casa de Papel de Netflix l'any 2017 on interpreata a Oslo, que erea un dels atracadors.

## Filmografia
- 2012: Alma de Maiz
- 2015: Olmos y Robles (sèrie de TV)
- 2017: Historias de la Cárcel: Episodi I, Memorias Tatuadas (TV movie)
- des del 2017: La casa de papel  (sèrie Netflix)
- 2020: Hombre muerto no sabe vivir
- 2021: Balas y Katanas